# Гаят Фарак
Гаят Фарак (араб. حياة فرج; нар. 18 лютого 1987) — єгипетська борчиня вільного стилю, дворазова чемпіонка та срібна призерка чемпіонатів Африки, учасниця Олімпійських ігор.

## Біографія
Боротьбою почала займатися з 1999 року. Виступала за борцівський клуб, Іскандер. З 2008 року тренувалася під керівництвом Мохамеда Абдель Хафіза.

## Спортивні результати на міжнародних змаганнях

### Виступи на Олімпіадах
| Змагання                    | Збірна | Вагова категорія          | Місце |
| --------------------------- | ------ | ------------------------- | ----- |
| Літні Олімпійські ігри 2008 | Єгипет | жіноча боротьба, до 63 кг | 13    |

На літніх Олімпійських іграх 2008 року в Пекіні у першому ж поєдинку поступилася Ренді Міллер зі Сполучених Штатів Америки і вибула з подальших змагань.

### Виступи на Чемпіонатах світу
| Змагання                        | Збірна | Вагова категорія          | Місце |
| ------------------------------- | ------ | ------------------------- | ----- |
| Чемпіонат світу з боротьби 2007 | Єгипет | жіноча боротьба, до 63 кг | 26    |
| Чемпіонат світу з боротьби 2009 | Єгипет | жіноча боротьба, до 63 кг | 17    |
| Чемпіонат світу з боротьби 2013 | Єгипет | жіноча боротьба, до 63 кг | 19    |

### Виступи на Чемпіонатах Африки
| Змагання                         | Збірна | Вагова категорія          | Місце  |
| -------------------------------- | ------ | ------------------------- | ------ |
| Чемпіонат Африки з боротьби 2008 | Єгипет | жіноча боротьба, до 63 кг | Золото |
| Чемпіонат Африки з боротьби 2009 | Єгипет | жіноча боротьба, до 63 кг | Золото |
| Чемпіонат Африки з боротьби 2015 | Єгипет | жіноча боротьба, до 63 кг | Срібло |

### Виступи на інших змаганнях
| Змагання                                   | Збірна | Вагова категорія          | Місце  |
| ------------------------------------------ | ------ | ------------------------- | ------ |
| Турнір Дана Колова — Николи Петрова 2008   | Єгипет | жіноча боротьба, до 63 кг | Бронза |
| Турнір Дана Колова — Николи Петрова 2009   | Єгипет | жіноча боротьба, до 63 кг | Золото |
| Золотий Гран-прі з боротьби 2009           | Єгипет | жіноча боротьба, до 63 кг | 7      |
| Золотий Гран-прі з боротьби 2013 (Сассарі) | Єгипет | жіноча боротьба, до 63 кг | Бронза |
| Середземноморські ігри 2013                | Єгипет | жіноча боротьба, до 59 кг | Срібло |
| Турнір Олександра Медведя 2015             | Єгипет | жіноча боротьба, до 63 кг | 10     |